# Sashimono (vaandel)

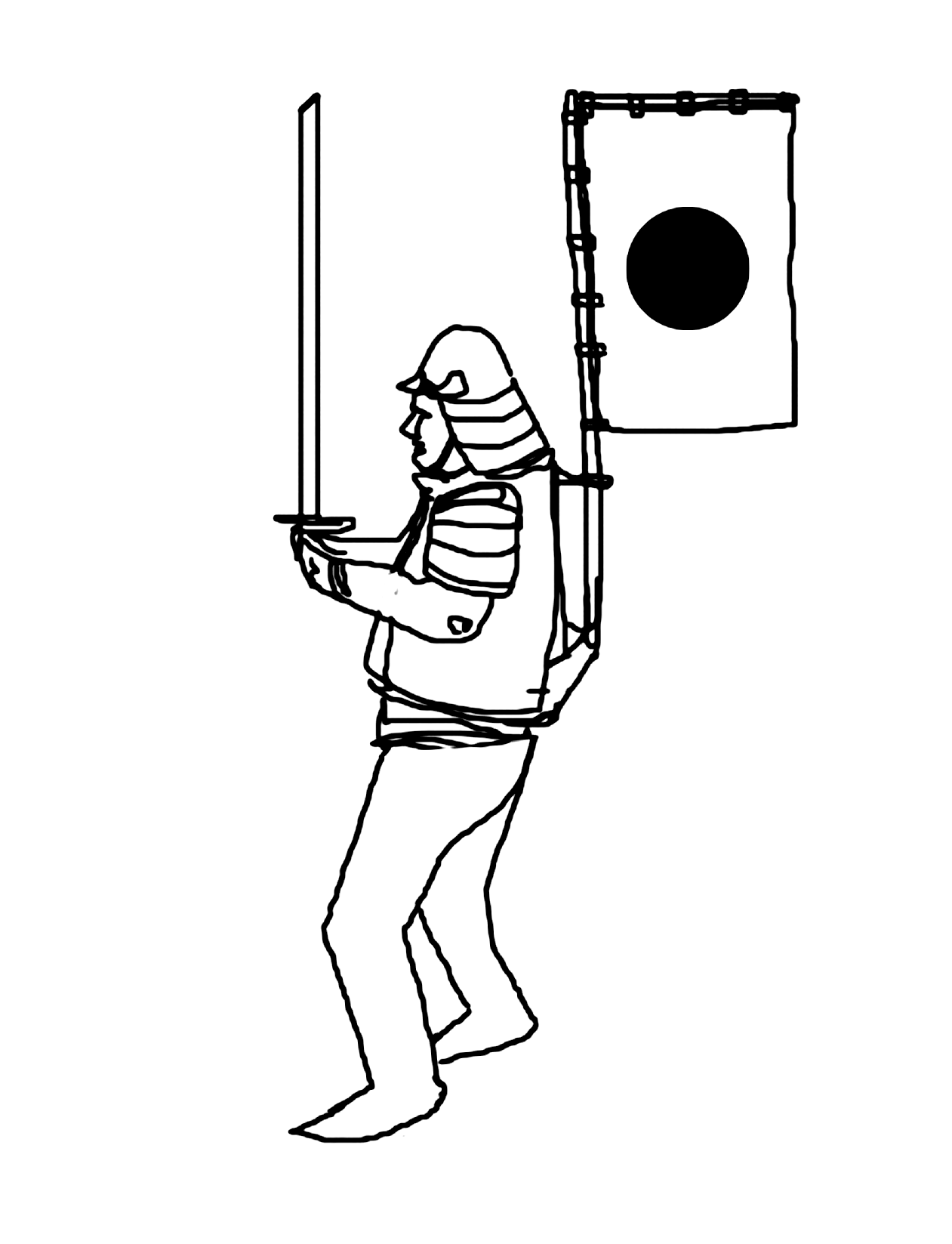
Samoerai met een sashimono op de rug bevestigd.

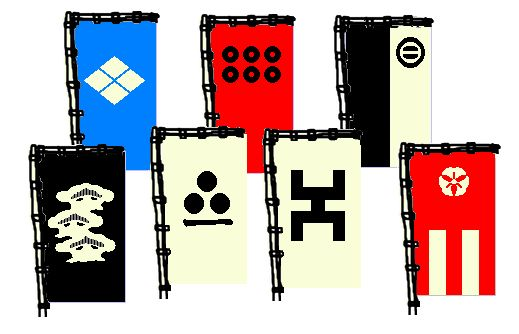
Zeven verschillende sashimono.

Sashimono (Japans: 指物; Hepburn: Sashimono) is een vaandel, dat in het feodale Japan, door een infanteriesoldaat (ashigaru), een samoerai, of een cavaleriesoldaat op de rug werd gedragen tijdens een veldslag, de banier diende om duidelijk te maken tot welke legereenheid de soldaat behoorde. De vaandels waren vaak voorzien van het familiewapen, de mon genoemd, van de clan. Sashimono werden vooral gebruikt ten tijde van de Sengokuperiode (mid-15e tot begin 17e eeuw).

## Etymologie
Sashimono is de romaji-transliteratie van de kanji: 指物. Het eerste karakter is 指 [sashi] "aanwijzen" of "duiden" in de kun-lezing, het is afgeleid van het werkwoord: 指す [sasu] "wijzen". Het tweede karakter is 物 [mono] "ding" of "object" eveneens in de kun-lezing. Sashimono kan dus worden vertaald als: aanwijsding of aanwijsobject.

## Varianten
Sashimono werden ingezet om uniformiteit binnen de troepen te brengen, vanwege de grote variëteit aan Japanse harnassen. Ze waren doorgaans zwart-wit en vierkant of licht rechthoekig van vorm, al kwamen er ook andere vormen voor.
- Umajirushi - 馬印 - groot vaandel dat als gepersonaliseerde sashimono werd gedragen door een legercommandant.
- Nobori - 幟 - veel grotere en smallere variant, deze werd rechtop gehouden door twee of drie mannen. De nobori diende als herkenningspunt voor de troepen tijdens grote veldslagen.[4][2][3]

## Bevestiging en materiaal
Een sashimono werd ondersteund door een frame vervaardigd uit bamboe in de vorm van de Griekse letter gamma (Γ), dat door het harnas ter hoogte van de taille werd gedragen en via een ring aan de schouders werd bevestigd. De meest gebruikte materialen voor de vervaardiging van sashimono waren zijde en leer.

## Ontwerp
Vaak gaf de achtergrondkleur aan tot welke eenheid de drager van de sashimono behoorde, terwijl het hoofdsymbool vaak gepersonaliseerd was per divisie. Beroemde of gerespecteerde samoerai hadden soms hun eigen familiewapen of naam op hun sashimono staan.